# Kolonáda v Květné zahradě
Kolonáda v Květné zahradě je 244 m dlouhá arkádová lodžie tvořící celou jednu stranu Květné zahrady v Kroměříži.

## Popis památky

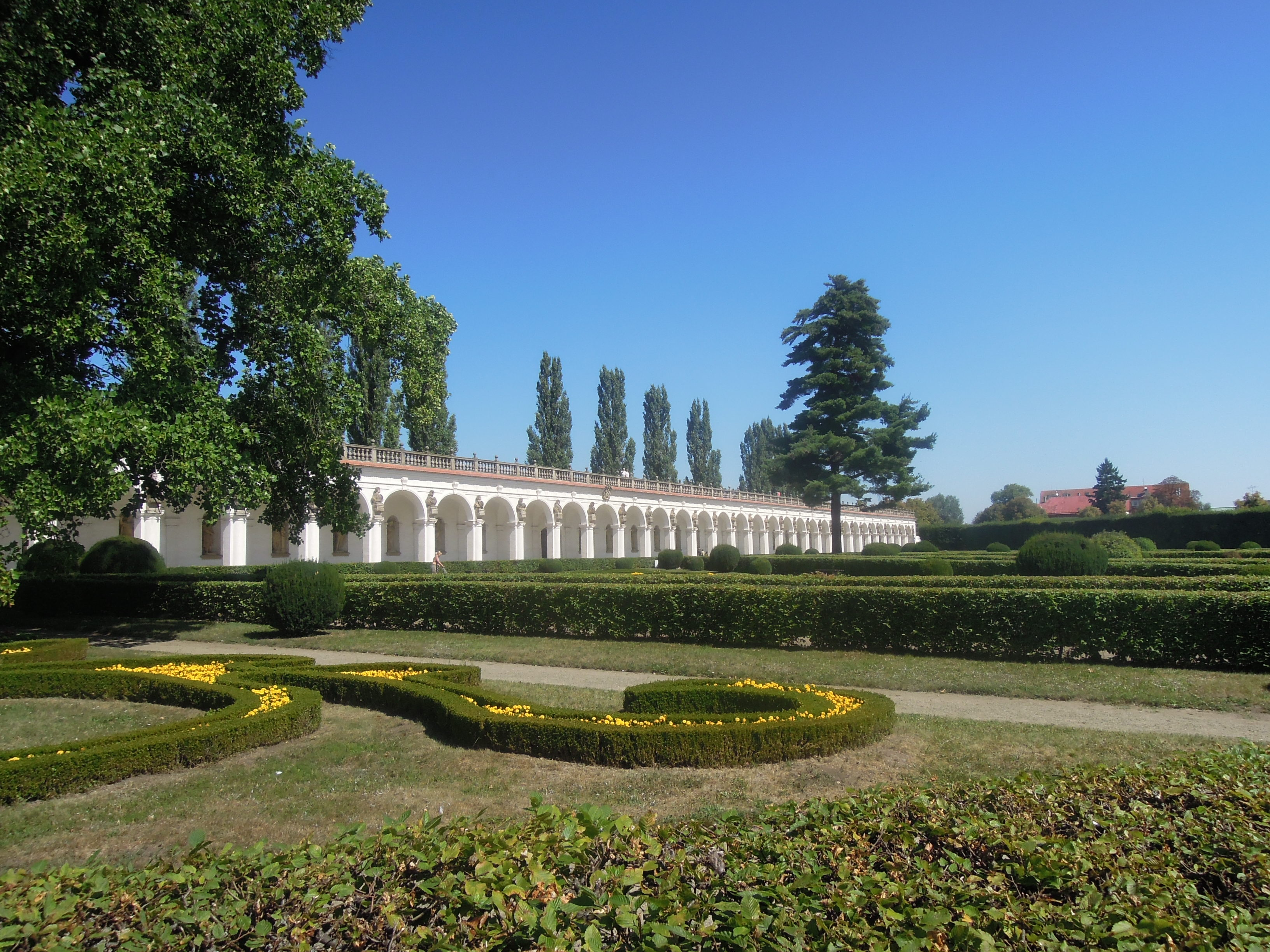

Kolonáda původně sloužila jako hlavní vstup do Květné zahrady. Galerie je vyzdobena 44 sochami antických bohů, historických a mytických postav v nikách a 46 bustami nad pilíři na konzolách, osazených ve cviklech mezi arkádami. Postavy jsou na nízkých plintech popsány latinskými nápisy a jsou rozmístěny v pravidelném střídání mužské a ženské postavy, poprsí jsou anonymní. Sochy vznikaly postupně, přibližně od roku 1671 a byly vytesány podle grafických listů v publikaci Francoise Perriera o sbírkách antických prací v římských zahradách a také podle citací rytin římských basreliéfů z knihy Johanna Jacoba Sandrarta. Přímo v kolonádě původně byly i funkční fontánky zasvěcené římským bohům Neptunovi a Venuši.
V roce 1988 byla podle projektu architektky Zdeny Zábrodské vybudovaná na střeše kolonády vyhlídková promenáda přístupná točitým schodištěm přistavěným k pravému nároží.

## Sochy v nikách
| Pořadí od JZ | Znázorněná postava                                             | Fotografie | Zařazení podle Viléma Jůzy | Popis a poznámky                                                                                 |
| ------------ | -------------------------------------------------------------- | ---------- | -------------------------- | ------------------------------------------------------------------------------------------------ |
| 01.          | IVNO - římská královna bohů                                    |            | bohyně                     | pravděpodobným autorem je sochař Michael Mandík                                                  |
| 02.          | ACTAEON – mytologický thébský lovec                            |            | bájná mužská postava       |                                                                                                  |
| 03.          | CERES – římská bohyně plodnosti                                |            | bohyně                     |                                                                                                  |
| 04.          | IVLI CAESAR - římský vojevůdce a politik                       |            | historická osobnost        | pravděpodobným autorem je sochař Michael Mandík                                                  |
| 05.          | IVLIA AVGVSTA – manželka císaře Augusta                        |            | historická osobnost        |                                                                                                  |
| 06.          | MARSYAS - satyr a velký hudebník                               |            | bůh                        |                                                                                                  |
| 07.          | SIBYLLA – římská věštkyně                                      |            | bájná ženská postava       |                                                                                                  |
| 08.          | HERMAFRODITVS – mytologický krasavec se znaky obojího pohlaví  |            | bájná mužská postava       |                                                                                                  |
| 09.          | NYMPHA - vodní, lesní nebo horská bohyně                       |            | bájná ženská postava       |                                                                                                  |
| 10.          | ALEXANDER LVDens – král starověké Makedonie                    |            | historická osobnost        | pravděpodobným autorem je sochař Michael Mandík                                                  |
| 11.          | FLORA - bohyně květin a zahrad                                 |            | bohyně                     |                                                                                                  |
| 12.          | SENATOR ROM – římský senátor, člen zastupitelského orgánu      |            | reprezentant stavů         |                                                                                                  |
| 13.          | ATALANTA – lovkyně z řecké mytologie                           |            | bájná ženská postava       |                                                                                                  |
| 14.          | MISENVS – mytologický trubač                                   |            | bájná mužská postava       |                                                                                                  |
| 15.          | EVTERPE – múza hudby                                           |            | múza                       |                                                                                                  |
| 16.          | MANCIPIVM Rom – římský otrok                                   |            | reprezentant stavů         | pravděpodobným autorem sochy je sochař Michael Zürn ml.                                          |
| 17.          | ERATO - múza milostného básnictví a milostných písní           |            | múza                       | pravděpodobným autorem sochy je sochař Michael Zürn ml.                                          |
| 18.          | MERCVRIVS – bůh obchodu                                        |            | bůh                        |                                                                                                  |
| 19.          | VETVRIA – matka římského generála a hrdiny Coriolana           |            | antická hrdinská postava   |                                                                                                  |
| 20.          | SACRIFICVLVS – reprezentant patricijského stavu                |            | reprezentant stavů         |                                                                                                  |
| 21.          | VRANIA – múza hvězdářství                                      |            | múza                       |                                                                                                  |
| 22.          | AESCVLAPIVS – bůh léčitelství                                  |            | bůh                        |                                                                                                  |
| 23.          | MINERVA - římská bohyně moudrosti a řemesel                    |            | bohyně                     |                                                                                                  |
| 24.          | AVGVSTVS – první římský císař                                  |            | historická osobnost        |                                                                                                  |
| 25.          | DIANA - římská bohyně lovu a měsíce                            |            | bohyně                     |                                                                                                  |
| 26.          | CIVIS ROM TRIVMPH – římský občan                               |            | reprezentant stavů         |                                                                                                  |
| 27.          | LIVIA - římská císařovna                                       |            | historická osobnost        |                                                                                                  |
| 28.          | SENECA MORIENS - římský filosof, dramatik, básník a politik    |            | antická hrdinská postava   | pravděpodobným autorem je sochař Michael Mandík                                                  |
| 29.          | SABINA – křesťanská mučednice z dob starověkého Říma           |            | antická hrdinská postava   |                                                                                                  |
| 30.          | EQVES ROM TRIVMPH – příslušník jezdeckého stavu                |            | reprezentant stavů         |                                                                                                  |
| 31.          | CASSANDRA - dcera trojského krále Priama                       |            | bájná ženská postava       |                                                                                                  |
| 32.          | BACCHVS – bůh vína a nespoutaného veselí                       |            | bůh                        |                                                                                                  |
| 33.          | VENVS – bohyně smyslnosti a lásky                              |            | bohyně                     |                                                                                                  |
| 34.          | FLAMEN – dohlížející kněz                                      |            | reprezentant stavů         |                                                                                                  |
| 35.          | MELPOMENE – múza tragédie                                      |            | múza                       | pravděpodobným autorem je sochař Michael Mandík                                                  |
| 36.          | FAVNVS - bůh plodnosti, ochránce polí a stád                   |            | bůh                        | pravděpodobným autorem je sochař Michael Mandík                                                  |
| 37.          | AGRIPPINA – manželka císaře Claudia, matka císaře Nerona       |            | historická osobnost        | pravděpodobným autorem je sochař Michael Zürn ml.                                                |
| 38.          | POPA - pomocník při obětních obřadech                          |            | antická hrdinská postava   | Jůza mylně interpretuje jako PORA (druhé „P“ bylo jednoznačně dodatečně změněno na „R“)          |
| 39.          | MEDVLLINA – snoubenka císaře Claudia (zemřela ve svatební den) |            | bájná ženská postava       |                                                                                                  |
| 40.          | APOLLON - bůh slunce                                           |            | bůh                        |                                                                                                  |
| 41.          | NIOBE – mytologická pyšná královna                             |            | bájná ženská postava       |                                                                                                  |
| 42.          | ARVNGVS - postava z řeckých mýtů                               |            | antická hrdinská postava   | pravděpodobným autorem je sochař Michael Mandík                                                  |
| 43.          | MVLIAEGIPTIA - antická hrdinka                                 |            | antická hrdinská postava   | Júza označuje jako Hyperméstru, ale soudobí římští autoři takto nazývali královnu Kleopatru VII. |
| 44.          | HERCVLES – mytologický silák                                   |            | bájná mužská postava       |                                                                                                  |